# زن سال
زن سال (به انگلیسی: Woman of the Year) نام فیلمی کمدی رمانتیک ساخته سال ۱۹۴۲ به کارگردانی جرج استیونز است.